# Dimitrovtje
Dimitrovtje (bulgariska: Димитровче) är ett distrikt i Bulgarien.   Det ligger i kommunen Obsjtina Svilengrad och regionen Chaskovo, i den sydöstra delen av landet, 260 km öster om huvudstaden Sofia.
Trakten runt Dimitrovtje består till största delen av jordbruksmark. Runt Dimitrovtje är det ganska glesbefolkat, med 30 invånare per kvadratkilometer.